# Републиканска турска партия
Републиканската турска партия (на турски: Cumhuriyetçi Türk Partisi) е лявоцентристка социалдемократическа политическа партия в Северен Кипър.
Основана е през 1970 година и дълго време заема леви позиции, но през 90-те години идеологията ѝ става по-центристка и тя се превръща в основна опозиция на продължително управлявалата Партия на националното единство. През 2004-2009 година партията е управляваща, а от 2005 до 2010 година нейният представител Мехмет Али Талат е президент на Северен Кипър.
На парламентарните избори през 2013 година Републиканската турска партия получава 38% от гласовете и най-много места в Парламента
- 21 от 50.